# José Grande
José Grande Sánchez (Minaya, Albacete, 4 de octubre de 1944-Valencia, 22 de septiembe de 2024) fue un ciclista profesional (1969-1977) y entrenador de ciclismo en carretera español.

## Trayectoria
José Grande nació en Minaya el 4 de octubre de 1944. Durante su etapa como atleta, participó en cuatro Tours de Francia, cinco Giros y cuatro Vueltas a España, para posteriormente desempeñarse como seleccionador durante los periodos 1983-1988 y 1993-1997.
En su tarea como entrenador tuvo a su cargo a Miguel Induráin, quien se alzó con la medalla de plata y más tarde quedaría segundo en el Mundial de Ciclismo en ruta, en 1993 y 1995 respectivamente.
En 1996 dirigió al par conformado por Miguel Induráin y Abraham Olano durante los Juegos Olímpicos de Atlanta, competencia donde el primero obtuvo la medalla de oro en contrarreloj, mientras Olano se quedaría con la plata.
El 9 de febrero de 1997 asumió la presidencia de la Real Federación Española de Ciclismo, cargo del cual resultó destituido tres meses más tarde tras la presentación de una moción de censura por parte de Manolo Pérez (1937-2000), quien fuera su adversario en las elecciones para acceder a la mayor jerarquía de la institución.
Residía en la localidad valenciana de Bétera, donde oportunamente fue reconocido por sus méritos deportivos.
Falleció el 22 de septiembre de 2024, a los 79 años.

## Palmarés
1973
- G. P. Vizcaya

1974
- Vuelta a los Valles Mineros

## Resultados en Grandes Vueltas y Campeonatos del Mundo
| Carrera         | 1969 | 1970 | 1971 | 1972 | 1973 | 1974 | 1975 | 1976 | 1977 |
| --------------- | ---- | ---- | ---- | ---- | ---- | ---- | ---- | ---- | ---- |
| Giro de Italia  | -    | -    | -    | -    | -    | -    | -    | -    | -    |
| Tour de Francia | -    | -    | Ab.  | -    | 50.º | -    | 58.º | Ab.  | -    |
| Vuelta a España | -    | -    | -    | -    | -    | -    | -    | -    | -    |
| Mundial en Ruta | -    | -    | -    | -    | -    | -    | -    | -    | -    |

-: no participa